# آتش‌افروزی
آتش‌افروزی (به انگلیسی: Arson) عبارت است از افروختن عمدی و هدفمند آتش در ساختمان‌ها، وسایل نقلیه و مراتع. این عمل مجرمانه محسوب می‌شود و شخص آتش‌افروز مشمول مجازات کیفری خواهد بود. گاهی هدف از این کار، ایجاد خسارت عمدی توسط اشخاص به اموال خود جهت اخذ مبلغ خسارت از شرکت‌های بیمه تشخیص داده شده‌است. همچنین سوزاندن ساختمان‌های غیرقابل فروش بخاطر گرانی قیمت یا به دلایل خاص فنی، از جمله نگرفتن پایان‌کار بخاطر نواقص کلان، یا شرکت‌های در حال ورشکستگی از دلایل آتش‌افروزی محسوب می‌شوند. یکی دیگر از دلایل آتش‌افروزی در جهان، تبدیل جنگل‌ها به زمین بایر است که مالک قصد داشته آن زمین را پس از نابودی جنگل جهت ساختمان‌سازی استفاده کند. این عمل مجرمانه در سال‌های اخیر به دفعات از جمله در ایران به اثبات رسیده، به طوری که بسیاری دولت‌ها ساختن ساختمان در روی زمین‌های سوخته را، با زمینه قانونی، که به همین خاطر وضع شده تا چندین سال ممنوع کرده یا صاحب زمین رامجبور به کاشتن مجدد درخت‌ها (احیای جنگل) می‌کنند.
رخداد آتش‌سوزی جنگل، نمونه طبیعی و غیر دست‌ساز بشر همین واقعه می‌باشد که در جنگل‌های سرزمین‌های گرم و خشک اتفاق می‌افتد.
جنون آتش‌افروزی (Pyromania) یک بیماری روحی محسوب میشود و درمان آن از تخصص های روان شناسان است.

## آتش‌افروزی در اروپا
آلمان
بنا بر آمار پلیس، سالانه در آلمان بین ۱۹٬۰۰۰ تا ۳۰٬۰۰۰ آتش‌افروزی تبهکارانه رسماً ردیابی شده و به اثبات می‌رسند. با در نظر گرفتن فاکتور بخش مجهول در علوم آماری، می‌توان گفت که نرخ حقیقی می‌تواند چندین برایر این ارقام باشد. این تعداد جرم آتش‌افروزی بالاترین آمار جهان محسوب می‌شود. درصد قابل توجهی از جرائم آتش‌افروزی‌ها بدست مأموران آتش‌نشانی، به‌ویژه خدمه داوطلب غیر استخدامی (سازمان آتش‌نشانی داوطلبان) انجام می‌گیرد که جنبه روحی و روانی دارد. به گفته روان‌شناسان، مأمور بی‌کار آتش‌نشان که در مرکز آتش‌نشانی در انتظار مسئولیت و آماده به خدمت است، مکانی را به آتش می‌کشد و قصد دارد از این طریق کارساز محسوب شده و بدرخشد. عمده‌ترین دلایل آتش‌افروزی، کسب خسارت از بیمه، نابودی جنگل‌ها برای ساختن ساختمان، صدمه به دشمن یا رقیب، ایجاد وحشت و صدمه مالی و جانی به پناه جویان خارجی، زدودن رد پای تبهکاری و آثار جرم و قتل عمد هستند.

## کشف جرم
امروزه کارشناسان آتش‌نشانی، پلیس، دادستانی و بیمه‌ها با دسترسی به بانک‌های اطلاعاتی کلان و نرم‌افزارهای شبیه‌سازی مدرن، به‌ویژه با کمک نرم‌افزارهای ساخته شده بر مبنای منطق فازی، همچنین با به کار گرفتن علوم قضایی و علوم جنایی به‌روز، درصد قابل توجهی از جرایم آتش‌افروزی را به اثبات می‌رسانند.